# Cordillera de la Ramada
Cordillera de la Ramada (hiszp. teren schronienia, także Cordón de la Ramada, gdzie cordón oznacza wstęgę lub sznur) — pasmo górskie w prowincji San Juan w Argentynie, graniczącej z Chile. Najwyższym szczytem jest Mercedario o wysokości 6720 m.

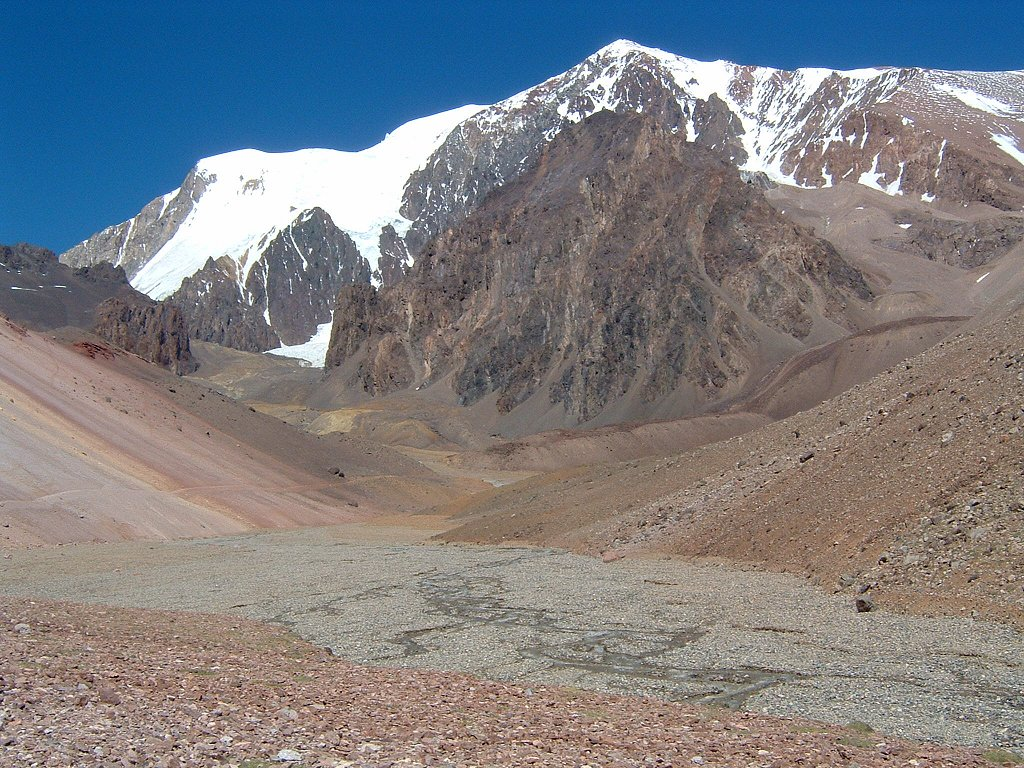
Mercedario

Po raz pierwszy szczyty tych gór zostały zdobyte przez polską ekspedycję w 1934 roku, zorganizowaną przez Polskie Towarzystwo Turystyczno-Krajoznawcze i prowadzoną przez Konstantego Jodko-Narkiewicza; pozostałymi członkami byli S. W. Daszyński, J. K. Dorawski, A. Karpiński, S. Osiecki, i W. Ostrowski. Szczytami przez nich zdobytymi były Mercedario, Alma Negra, Pico Polaco, La Mesa, i Cerro Ramada.
Zasięg gór jest dobrze widoczny ze szczytu Aconcagua, najwyższego szczytu obu Ameryk o wysokości 6962 m n.p.m., która leży 100 km na południe od Mercedario; wielu wspinaczy po wejściu na szczyt Aconcagua przenosi się w te góry, które są jednak trudniejsze do wspinaczki.
Sporą część gór zajmują lodowce, zazwyczaj kończące się na wysokości 4000 m n.p.m.. La Mesa, o wysokości 6200 m, posiada szczególnie duże lodowce; nie jest popularnym miejscem wspinaczki.
W lecie i w zimie występują duże wahania temperatur, jednak są one stabilne na jesieni i na wiosnę. Okres najbardziej korzystny dla wspinaczki trwa od października do końca lutego.
U podnóża pasma Cordillera de la Ramada znajdują się kopalnie, w których wydobywa się wapień, dolomit, bentonit, marmur, kalcyt, kruszywa, skaleń, a także złoto i srebro. Odnaleziono także skamieliny herrerazaura oraz eoraptorów. Występują tu kondory królewskie i wielkie oraz sępniki (Cathartes), a także nandu, gwanako andyjskie i wigonie.
Szczyty
- Mercedario, 6720 m, ósmy najwyższy szczyt Andów[2]
- Ramada Norte, 6500 m
- Cerro del Nacimiento, 6493 m[5]
- Alma Negra, 6290 m[6]
- Cerro Ramada, Argentina and Chile, 6200 m[6]
- La Mesa, 6200 m
- Pico Polaco, 6001 m[6]